# Adolf Berman
Ne doit pas être confondu avec Adolf Behrman.
Pour les articles homonymes, voir Berman.
Adolf Berman, né le 17 octobre 1906 à Varsovie, en Pologne et mort le 3 février 1978 à Tel Aviv, en Israël, est un philosophe polonais, activiste sioniste et secrétaire de Żegota, une section de la résistance polonaise (Armia Krajowa) qui opérait en Pologne durant l'occupation allemande entre 1942 et 1945 avec le but de sauver les Juifs durant l'occupation allemande.

## Biographie
Né à Varsovie le 17 octobre 1906, Adolf Berman fait des études de philosophie à l'université de Varsovie, durant lesquelles il adhère au mouvement Poale Zion et devient l'éditeur de ses deux publications, une en polonais et l'autre en yiddish.
Pendant l'Occupation allemande, vivant à Varsovie du côté "aryen", c'est-à-dire hors du ghetto, il rejoint la résistance sous le pseudonyme de Borowski. Il dirige également une organisation juive d'aide aux enfants du ghetto en 1940-1941, le CENTOS (Centrala Towarzystwa Opieki nad Sierotami, Société Nationale d'Aide aux Orphelins) avec Józef Barski (pl).
Après la guerre, il fonde Berihah ("l'envol"), réseau clandestin de transfert des Juifs polonais vers la Palestine. Il émigre lui-même en Israël en 1950, où il est élu député de la Knesset en 1951 et rejoint le Parti communiste d'Israël en 1954, puis en est élu membre du comité central.
En 1961, il témoigne au procès d'Adolf Eichmann, montrant à la cour une paire de chaussures d'enfant qu'il a lui-même ramassée au camp d'extermination de Treblinka. Il meurt à Tel-Aviv le 3 février 1978.
Son frère, Jakub Berman, est l'un des plus influents politiciens staliniens polonais entre 1944 et 1956 et le responsable des services de sécurité du Bureau Politique du Parti ouvrier unifié polonais.